# Soup2Nuts
Soup2Nuts (antigo Tom Snyder Productions) foi um estúdio de animação americando fundada por Tom Snyder . O estúdio é conhecido por sua série de comédia de animação, o uso de "Squigglevision", uma técnica de animação que reutiliza quadros para fazer o olhar de animação mais cinética, e pelo seu estilo de improvisação em dublagem .
A empresa começou como parte de Tom Snyder Productions, quando criou e produziu o seu primeiro programa de TV, o Dr. Katz, Professional Therapist em 1995 para a Comedy Central . Mais tarde, a empresa criou e produziu Home Movies para Adult Swim. Após a sua compra pela Scholastic Corporation em 2001, a empresa de produção digital animado foi renomeado Soup2Nuts, porque de envolvimento da empresa na produção de programas do começo ao fim. A divisão de Soup2Nuts agora produz shorts, adaptações de livros, comerciais e séries online interativa.
Soup2Nuts começou a trabalhar em Word Girl em 2005, uma comédia de super-herói para PBS Kids. Ele já ganhou inúmeros prêmios nacionais, incluindo Melhor Direção de Programa de Crianças Animado e Melhor Roteiro em Animação
Em 2015, o estúdio fechou.